# L'incredibile viaggio del fachiro che restò chiuso in un armadio Ikea
L'incredibile viaggio del fachiro che restò chiuso in un armadio Ikea (titolo originale: L'Extraordinaire Voyage du fakir qui était resté coincé dans une armoire Ikea) è un romanzo dello scrittore francese Romain Puértolas ed edito per la prima volta in Francia da Le Dilettante il 21 agosto 2013, tradotto in lingua italiana per Giulio Einaudi Editore.
Il libro è divenuto un bestseller internazionale pluripremiato e venduto in più di 36 paesi. Nell'agosto 2014 ha venduto 300 000 copie nella sola Francia, e complessivamente oltre 500 000 copie in 40 paesi.

## Trama

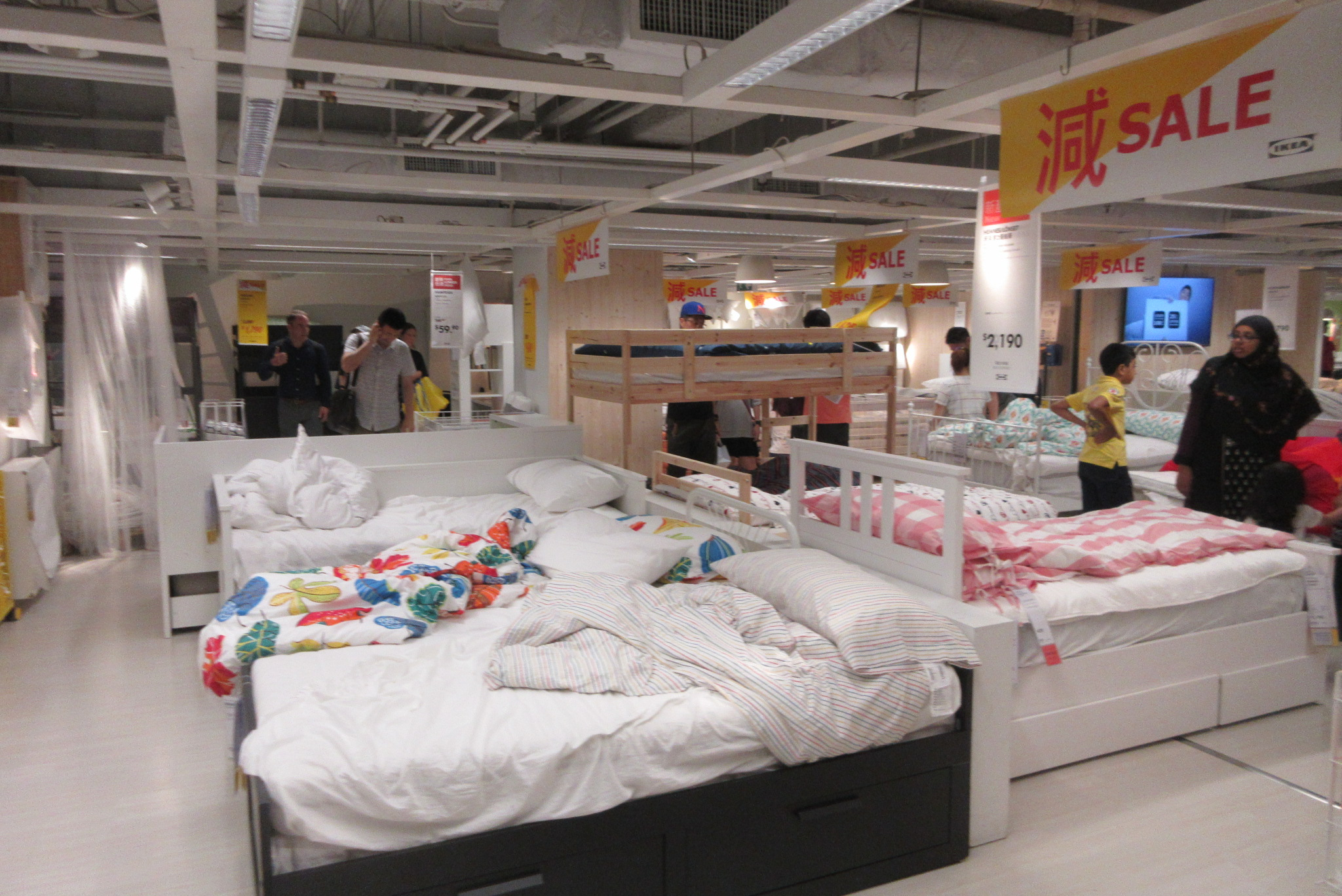
Interno di un negozio IKEA

Ajatashatru Lavash Patel, un fachiro indiano di 38 anni, vive nel suo villaggio nel Rajasthan, facendo credere di possedere speciali poteri e raccogliendo i soldi necessari per volare fino a Parigi, dove vuole comprare un nuovo letto di chiodi (modello "Åkuminat") in un magazzino IKEA. Nel negozio incontra una quarantenne francese, Marie Rivière, di cui si innamora. Decide di passare la notte nel negozio e, per non farsi scoprire dal personale di vigilanza, finisce per nascondersi dentro un armadio che però viene imballato la sera stessa e spedito nel Regno Unito. All'uscita dell'Eurotunnel, viene arrestato in compagnia di profughi Sud-sudanesi ed imbarcato dalla polizia inglese su un aereo per Barcellona. Arrivato in Spagna, reincontra per caso il taxista zingaro Gustave Palourde che aveva truffato al suo arrivo in Francia e, nel tentativo di scappare nuovamente, si nasconde in una grossa valigia in partenza per Roma, di proprietà di una famosa attrice. Durante il viaggio nella stiva dell'aereo, decide di cambiare stile di vita e diventare uno scrittore di successo, scrivendo il suo primo racconto sul tessuto della propria camicia. Grazie all'aiuto dell'attrice, divenuta sua amica, ottiene da un editore un contratto da 100.000 euro in contanti per pubblicare la novella. Le disavventure però non finiscono: il cugino del taxista truffato cerca di ucciderlo, costringendolo a scappare a bordo di una mongolfiera che atterra su una nave mercantile diretta a Tripoli. Giunto in Libia, rimane traumatizzato dallo sfruttamento del traffico di migranti e reincontra l'amico sud-sudanese Wiraj conosciuto sul camion diretto in Inghilterra, con cui divide i soldi ricevuti per il contratto editoriale. Alla fine riesce a tornare a Parigi, a sposare Marie e a pagare il suo debito con il tassista (non prima di finire accoltellato all'ospedale).

## Personaggi

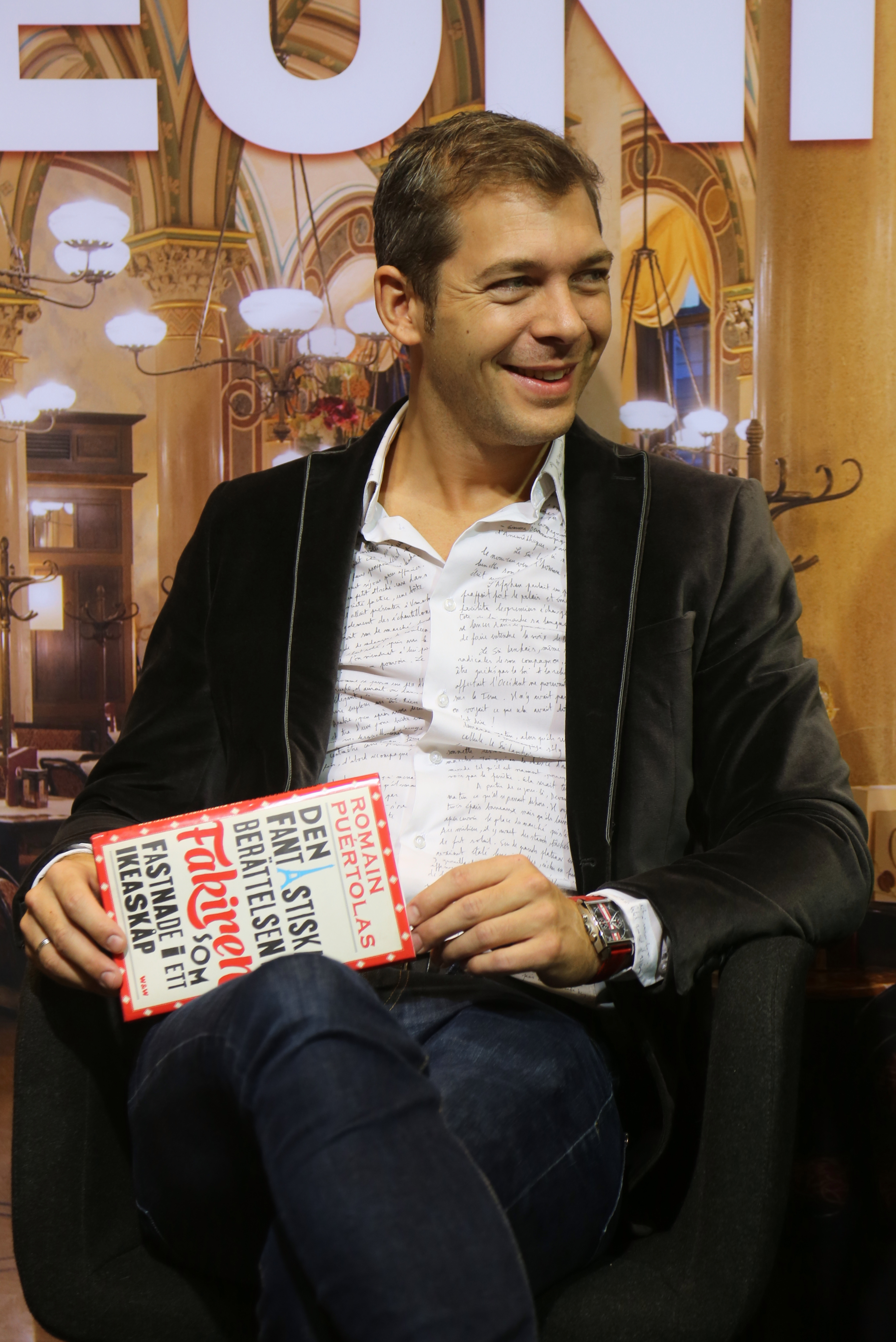
Romain Puértolas con l'edizione svedese del libro alla fiera del libro di Göteborg nel 2014 (si noti la camicia "manoscritta" ispirata alle avventure del fachiro Ajatashatru)

- Ajatashatru Lavash Patel, fachiro indiano
- Marie Rivière, cliente dell'Ikea di Parigi
- Gustave Palourde, taxista zingaro
- Mercédes-Shayana Palourde, moglie del taxista
- Miranda-Jessica Palourde, figlia del taxista
- Tom Cruise-Jesús Cortés Santamaría, portabagagli aeroportuale e futuro genero del taxista
- Gaetano, cugino italiano del taxista (nel testo francese originale: "Gino")
- Sophie Marciò, famosa attrice
- Wiraj, migrante sudanese
- Kougri, Basel, Mohammed, Nijam e Amsalu altri migranti sudanesi
- Aden Fik, capitano della nave mercantile
- Rajha Simpson, ufficiale della polizia di frontiera inglese
- Alexandra Allocque, ispettrice della polizia francese
- Stéphane Marmor, poliziotto
- Hervé, agente procuratore
- Gérard Francois, editore
- Julio Sympa, direttore del negozio Ikea
- Michou Lapaire, interior designer Ikea

## Critica
Puertolas scrisse il suo libro in circa un mese nel 2013, volendo creare un racconto sui problemi dei migranti e sulla miseria di alcune persone nate in luoghi come il Sudan, che non hanno il diritto di andare da alcuna parte, neanche come turisti.
Il libro ha venduto più di 300 000 copie in Francia e i diritti di pubblicazione sono stati venduti in 30 paesi, divenendo il maggior successo della casa editrice "La Dilettante".
Secondo alcuni critici, lo stile surreale del romanzo ricorda quello dei Monty Python. Molti dei personaggi del libro hanno nomi simili ad attori famosi.

### Premi e riconoscimenti
Il 12 giugno 2014, il libro di Puértolas ha ricevuto il Gran Premio Jules-Verne dall'Accademia letteraria della Bretagna e dei Paesi della Loira. Successivamente ha vinto il premio Audiolib 2014 per il miglior audiolibro e il premio Vivre Libre 2014. Inoltre è stato finalista dei premi Renaudot 2013, Renaudot des Lycéens, Méditérannée des Lycéens, Virilio, Festival Salerno Letteratura, Euregio.

## Trasposizioni
Nel 2016 è stata annunciata la cessione dei diritti per la realizzazione di un adattamento cinematografico, la cui uscita era stata inizialmente prevista nel 2017, diretto dalla regista Marjane Satrapi e la partecipazione di Dhanush nel ruolo del fachiro, Alexandra Daddario nel ruolo di Marie e di Uma Thurman in quello dell'attrice, oltre alla partecipazione di Gemma Arterton e Laurent Lafitte.
Successivamente la direzione è stata affidata al regista canadese Ken Scott, confermando la presenza dell'attore principale Dhanush, affiancato da Bérénice Bejo, Gérard Jugnot, Stefano Cassetti, Ben Miller ed Erin Moriarty, oltre al comico somalo-americano Barkhad Abdi. Il film, il cui titolo è stato abbreviato in L'incredibile viaggio del fachiro (L'Extraordinaire voyage du fakir), è uscito nelle sale cinematografiche francesi il 30 maggio 2018.

## Edizioni
- L'incredibile viaggio del fachiro che restò chiuso in un armadio Ikea, (tradotto da Margherita Botto), Einaudi, 2013, ISBN 8858413148.